# Collegio uninominale Lombardia 1 - 04 (2017)
Il collegio elettorale uninominale Lombardia 1 - 04 è stato un collegio elettorale uninominale della Repubblica Italiana per l'elezione della Camera tra il 2017 ed il 2022.

## Territorio
Come previsto dalla legge elettorale italiana del 2017, il collegio era stato definito tramite decreto legislativo all'interno della circoscrizione Lombardia 1.
Era formato dal territorio di 15 comuni: Albiate, Besana in Brianza, Bovisio-Masciago, Briosco, Carate Brianza, Cesano Maderno, Desio, Giussano, Lissone, Renate, Seregno, Seveso, Triuggio, Veduggio con Colzano e Verano Brianza.
Il collegio era quindi interamente compreso nella provincia di Monza e della Brianza.
Il collegio era parte del collegio plurinominale Lombardia 1 - 01.

## Eletti
| Elezione | Elezione | Deputato          | Gruppo parlamentare |
| -------- | -------- | ----------------- | ------------------- |
|          | 2018     | Paola Frassinetti | Fratelli d'Italia   |

## Dati elettorali

### XVIII legislatura
Come previsto dalla legge elettorale, 232 deputati erano eletti con sistema a maggioranza relativa in altrettanti collegi uninominali a turno unico.
| Candidati              | Candidati                   | Voti    | %     | Liste                           | Voti    | %     |
| ---------------------- | --------------------------- | ------- | ----- | ------------------------------- | ------- | ----- |
|                        | Paola Frassinetti ✔️ Eletto | 89 132  | 49,20 | Lega                            | 52 294  | 28,86 |
| Forza Italia           | Paola Frassinetti ✔️ Eletto | 89 132  | 49,20 | 27 413                          | 15,13   |       |
| Fratelli d'Italia      | Paola Frassinetti ✔️ Eletto | 89 132  | 49,20 | 7 313                           | 4,04    |       |
| Noi con l'Italia - UDC | Paola Frassinetti ✔️ Eletto | 89 132  | 49,20 | 2 112                           | 1,17    |       |
|                        | Davide Tripiedi             | 42 422  | 23,41 | Movimento 5 Stelle              | 42 422  | 23,41 |
|                        | Maria Antonia Molteni       | 39 643  | 21,88 | Partito Democratico             | 33 229  | 18,34 |
| +Europa                | Maria Antonia Molteni       | 39 643  | 21,88 | 5 232                           | 2,89    |       |
| Italia Europa Insieme  | Maria Antonia Molteni       | 39 643  | 21,88 | 630                             | 0,35    |       |
| Civica Popolare        | Maria Antonia Molteni       | 39 643  | 21,88 | 552                             | 0,30    |       |
|                        | Michela Vaccaro             | 4 259   | 2,35  | Liberi e Uguali                 | 4 259   | 2,35  |
|                        | Marta Galimberti            | 1 382   | 0,76  | CasaPound                       | 1 382   | 0,76  |
|                        | Paolo De Bortoli            | 1 242   | 0,69  | Italia agli Italiani            | 1 242   | 0,69  |
|                        | Giorgio Celsi               | 1 033   | 0,57  | Il Popolo della Famiglia        | 1 033   | 0,57  |
|                        | Simone Crinò                | 1 020   | 0,56  | Potere al Popolo!               | 1 020   | 0,56  |
|                        | Cristiano Di Battista       | 526     | 0,29  | 10 Volte Meglio                 | 526     | 0,29  |
|                        | Valentina Fumagalli         | 377     | 0,21  | Per una Sinistra Rivoluzionaria | 377     | 0,21  |
|                        | Adriano Crepaldi            | 145     | 0,08  | PRI - ALA                       | 145     | 0,08  |
| Totale                 | Totale                      | 181 181 | 100   |                                 | 181 181 | 100   |
|                        |                             |         |       |                                 |         |       |
| Voti non validi        | Voti non validi             | 4 882   | 2,62  |                                 |         |       |
| Votanti                | Votanti                     | 186 063 | 78,10 |                                 |         |       |
| Elettori               | Elettori                    | 238 224 |       |                                 |         |       |